# Янг, Меган
Ме́ган Янг (р. 27 февраля 1990, Алегзандрия, Виргиния, США) — победительница международного конкурса красоты Мисс Мира 2013. Меган Янг стала первой филиппинкой — победительницей Мисс мира.

## Биография
Меган Янг родилась в США в межнациональной семье (отец — американец, мать — филиппинка). Когда Меган было 10 лет, её семья переехала на Филиппины. С 2002 по 2005 год она получила среднее образование в Региональной научной высшей школе III в зоне свободного порта Субик-Бей, а затем переехала в Метро Манила, чтобы продолжить свою актерскую карьеру. В 2011 году она начала изучать кинорежиссуру в колледже Де Ла Саль в Сент-Бенильде.
Меган Янг — известная актриса, телеведущая и модель.
В феврале 2017 года Микаэль Даез подтвердил, что встречается с Янг уже шесть лет. 25 января 2020 года они объявили о своей свадьбе.
Их первый ребенок, мальчик, родился в 2025 году.